# Ulf Wesslén
Ulf Johan Gunnarsson Wesslén, född 14 februari 1927 i Stockholm, död 3 oktober 2009 i Stockholm, var en svensk kompositör och musiker (organist och pianist).
Han var före sin pensionering många år verksam som organist i Maria Magdalena kyrka i Stockholm. Wesslén har framträtt en hel del med Alice Babs och är för många mest känd för detta. Dock har han skrivit mycket smakfulla körarrangemang - till exempel Greensleeves - och även annan musik. Han har också varit verksam som lärare i musikteori.

## Filmmusik
- 1954 - Gabrielle